# Санта Кроче Скуоле
Санта Кроче Скуоле (итал. Santa Croce Scuole) је насеље у Италији у округу Модена, региону Емилија-Ромања.
Према процени из 2011. у насељу је живело 1066 становника. Насеље се налази на надморској висини од 32 м.